# Columba Marmion

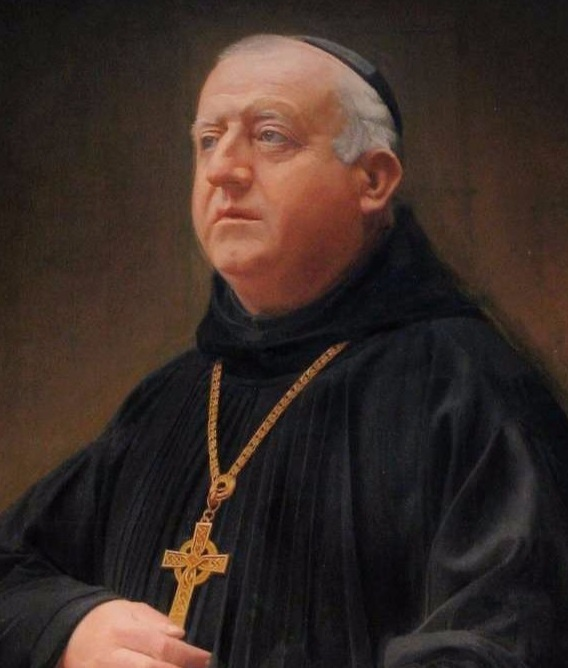
Columba Marmion

De zalige Columba Marmion, in de wereld Joseph Louis Marmion (Dublin, 1 april 1858 - Maredsous, 30 januari 1923), was een Ierse monnik van de orde van de benedictijnen. Hij was een bekend geestelijk auteur en de derde abt van de Abdij van Maredsous. Op 3 september 2000 werd hij door paus Johannes-Paulus II zalig verklaard.

## Jeugdjaren
Joseph Marmion werd geboren in een godvruchtig gezin. Drie van zijn zussen werden kloosterlinge. Hij trad in het seminarie toen hij zestien werd en studeerde theologie aan het college van de Propaganda Fide in Rome. In 1881 werd hij tot priester gewijd.
Bij een bezoek aan België belandde hij in de Abdij van Maredsous en hij wilde er graag blijven. Zijn bisschop wilde hem echter niet laten gaan en benoemde hem tot onderpastoor in een parochie van Dublin. Korte tijd daarop werd hij benoemd tot docent aan het grootseminarie (1882-1886) waar hij zelf gestudeerd had.

## Monnik in Maredsous
In 1886 nam hij dan toch de beslissing om naar Maredsous te trekken. Hij was toen al dertig en moest wennen aan een taal en gewoonten die hem vreemd waren. 
Pas in 1891 werd hij tot de eeuwige geloften toegelaten. Hij werd vervolgens adjunct van de novicemeester, met wie hij geen goede verstandhouding had.
In 1899 nam hij deel aan de stichting van de Abdij van Keizersberg in Leuven. Hij trad ook veel op als leider van geestelijke afzonderingen en als biechtvader. De latere kardinaal Désiré-Joseph Mercier behoorde tot zijn biechtelingen.
In de Abdij van Keizersberg was hij studiemeester voor de jonge monniken-studenten, doceerde hij godgeleerdheid en trad hij op als geestelijk raadsman voor andere Leuvense kloosters.

## Abt
In 1893 werd de abt van Maredsous, Hildebrand de Hemptinne, benoemd tot abt-primaat van de Benedictijnse Confederatie. Hij bleef dit cumuleren met zijn ambt als abt van Maredsous, tot hij in 1909 hieruit ontslag nam. 
Dom Marmion werd verkozen tot zijn opvolger. Bij zijn intrede telde de abdij een honderdtal monniken, leidde ze twee scholen en verzorgde heel wat publicaties, met als belangrijkste de Revue bénédictine. Hij zette zich in voor de verdere geestelijke en intellectuele uitstraling van de abdij.

## Eerste Wereldoorlog
Bij het begin van de Eerste Wereldoorlog stuurde Marmion zijn jonge monniken naar Ierland en organiseerde voor hen een gemeenschappelijk huis in Edermine, om ze te behoeden voor een mogelijkheid van opeising door de bezetter. Hij zelf bleef in Maredsous zijn abdij verder leiden.

## Overlijden
Na een gevuld leven, waarbij hij erkend werd als een van de voornaamste geestelijke leiders in België werd zijn gezondheid stilaan precair. Een griep velde hem in januari 1923.

## Zaligverklaring
Columba Marion stierf in geur van heiligheid en weldra werden gunsten en zelfs mirakels aan zijn tussenkomst toegeschreven. Een miraculeuze genezing werd erkend als medisch onverklaarbaar.
Dit opende de weg naar een zaligverklaring die werd uitgeroepen door paus Johannes-Paulus II op 3 september 2000. Tijdens dezelfde plechtigheid werden eveneens zalig verklaard: de pausen Pius XII en Johannes XXIII, de aartsbisschop van Genua Tommasso Reggio en de stichter van de Marianisten Guillaume Joseph Chaminade.

## Publicaties
De secretaris van Marmion, dom Raymond Thibaut, tekende de onderrichtingen van de abt op en publiceerde ze: 
- Le Christ, vie de l'âme, 1917.
- Le Christ en ses mystères, 1919.
- Le Christ, idéal du moine, 1922.

Deze boeken zijn herhaaldelijk opnieuw gepubliceerd, in verschillende talen.
- Columba Marmion: Correspondance 1881–1923, een uitgave bezorgd door Mark Tierney, R.-Ferdinand Poswick en Nicolas Dayez, Parijs, 2008.